# 80 nap alatt a Föld körül (film, 2004)
A 80 nap alatt a Föld körül (eredetileg: Around the World in 80 Days) egy 2004-ben készült brit–német–ír–amerikai vígjáték/kalandfilm Frank Coraci rendezésében, Steve Coogan, Jackie Chan, Cécile de France és Jim Broadbent főszereplésével. A film Jules Verne azonos című regénye alapján készült.

## Cselekmény
Phileas Fogg (Steve Coogan) feltaláló olyan találmányokkal áll elő, mint a repülés vagy az elektromosság, de a felsőbb tízezer befolyásos tagjai rögeszmés bolondnak tartják. Fogg különös fogadást köt Lord Kelvinnel (Jim Broadbent), a Királyi Tudományos Akadémia elnökével: állítja, ő bizony körülutazza a Földet 80 nap alatt! Oldalán inasával, Passepartout-val (Jackie Chan) és az izgalmakat hajhászó francia művésznővel, Monique-kal (Cécile De France), Fogg nekivág az eszeveszett, szívet-erőt nem kímélő, világkörüli versenyfutásnak.

## Szereplők
| Szereplő              | Színész               | Magyar hang    |
| --------------------- | --------------------- | -------------- |
| Phileas Fogg          | Steve Coogan          | Széles Tamás   |
| Passepartout/Lau Xing | Jackie Chan           | Kassai Károly  |
| Monique La Roche      | Cécile de France      | Major Melinda  |
| Fang tábornok         | Karen Joy Morris      | Bertalan Ágnes |
| Lord Kelvin           | Jim Broadbent         | Makay Sándor   |
| Kitchener ezredes     | Iam McNeice           | Besenczi Árpád |
| Lord Rhodes           | Roger Hammond         | Horkai János   |
| Lord Salisbury        | David Ryall           | Kránitz Lajos  |
| Fix felügyelő         | Ewen Bremner          | Schnell Ádám   |
| Mr. Sutton            | Adam Godley           | Kerekes József |
| Buldo herceg          | Arnold Schwarzenegger | Reviczky Gábor |
| Wilbur Wright         | Owen Wilson           | Stohl András   |
| Orville Wright        | Luke Wilson           | Holl Nándor    |
| Wong Fei Hung         | Sammo Hung            | –              |
| Hajléktalan           | Rob Schneider         | Józsa Imre     |
| Bak Mei               | Daniel Wu             | Seder Gábor    |
| Viktória királynő     | Kathy Bates           | Molnár Piroska |
| Vincent Van Gogh      | Perry Blake           | Háda János     |
| Gőzös kapitánya       | Mark Addy             | Bácskai János  |
| Nyűgös őrmester       | John Cleese           | Kristóf Tibor  |
| Ír rendőr             | John Keogh            | Kapácsy Miklós |